# Aero L-29 Delfin
L'Aero L-29 Delfin (nome in codice NATO: Maya) era un aereo militare da addestramento a reazione, che negli anni sessanta divenne l'addestratore standard per i Paesi del Patto di Varsavia. Si trattò del primo aereo a reazione progettato e costruito in Cecoslovacchia.

## Storia del progetto
Alla fine degli anni cinquanta, le forze aeree sovietiche erano alla ricerca di un aereo da addestramento a reazione, che potesse sostituire gli aerei con motori a pistoni che erano utilizzati per svolgere questa attività. Tale requisito prevedeva anche che il nuovo aereo potesse essere adottato da tutti i Paesi del blocco sovietico, in modo da avere un tipo standard per l'attività di addestramento. La cecoslovacca Aero Vodochody rispose con il prototipo XL-29, progettato da Z. Rublič e K. Tomáš. L'aereo volò per la prima volta il 5 aprile 1959, spinto da un motore di fabbricazione britannica Bristol Siddeley Viper. Il secondo prototipo, invece, utilizzava il propulsore di fabbricazione cecoslovacca M701, che fu successivamente montato su tutti gli aerei seguenti.
Il disegno concettuale di base era quello di produrre un aereo fondamentalmente semplice, che fosse di facile costruzione e manutenzione. La semplicità e la “rusticità” furono ottenute grazie al ricorso di controlli di volo manuali, grandi flap e l'incorporazione di aerofreni sui lati della fusoliera, che garantivano sia la stabilità, sia un buon comportamento in volo. Questi accorgimenti portarono a un invidiabile record di sicurezza per il modello.

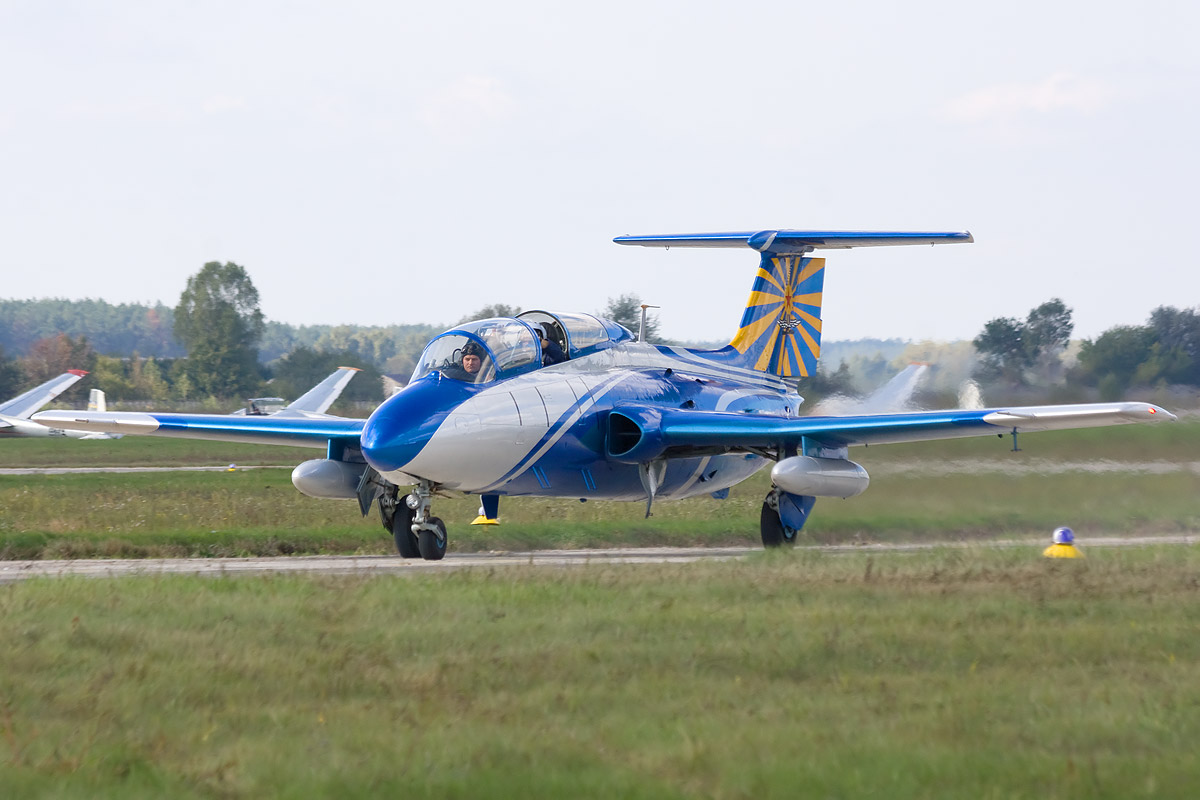
Un Aero L-29

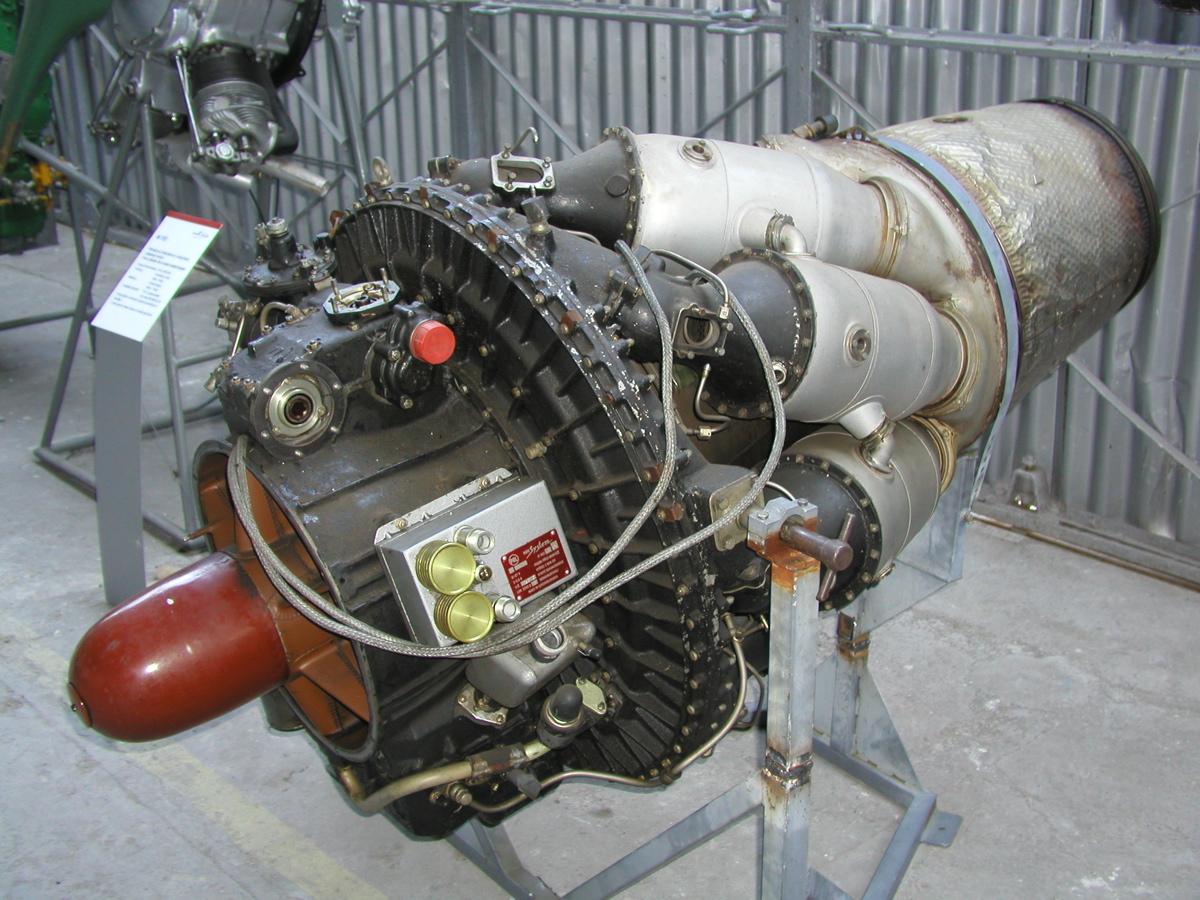
Il propulsore dei Delfin: il Motorlet M701

L'Aero L-29 era in grado di operare, oltre che sulle piste dei normali aeroporti, anche su erba e piste semipreparate. Allievo pilota e istruttore erano posizionati in tandem, con quest'ultimo in posizione leggermente rialzata. Entrambi i posti di pilotaggio erano dotati di seggiolino eiettabile.
Nel 1961, l'L-29 fu valutato contro il polacco PZL TS-11 Iskra e il sovietico Yakovlev Yak-30, e risultò vincitore. La Polonia decise di continuare comunque lo sviluppo del suo modello, ma tutti gli altri Paesi del Patto di Varsavia, d'accordo con il COMECON, scelsero il Delfin.
La produzione iniziò nel 1963 e proseguì per undici anni, con un totale di circa 3 500 esemplari costruiti. Oltre alla versione “base” da addestramento, ne fu realizzata anche una acrobatica monoposto (L-29A Akrobat) e un'altra da ricognizione con una videocamera montata sul muso (L-29R).

## Impiego operativo
Il Delfin fu utilizzato per svolgere attività di addestramento basico, intermedio e all'utilizzo delle armi. Per l'ultimo tipo di missione, fu equipaggiato con punti d'aggancio per imbarcare pods, bombe e razzi, con un carico massimo imbarcabile di circa 200 kg.
L'Aero L-29 era un addestratore “completo”, che metteva in condizione le varie forze aeree di adottare un aereo capace di sostituire la grande varietà di modelli a pistoni in servizio.
I Delfin furono anche impiegati in combattimento dall'Egitto contro i carri armati israeliani durante la guerra dello Yom Kippur. Il maggior utilizzatore, comunque, fu l'Unione Sovietica, che ne ricevette 2 000 esemplari.
Gli L-29 furono sostituiti da molti operatori dall'Aero L-39 Albatros, realizzato dalla stessa casa.
Il 2 ottobre 2007, un esemplare fu il primo aereo a reazione al mondo a volare utilizzando come combustibile il biofuel, senza aver avuto bisogno di modifiche.

## Utilizzatori

### Militari

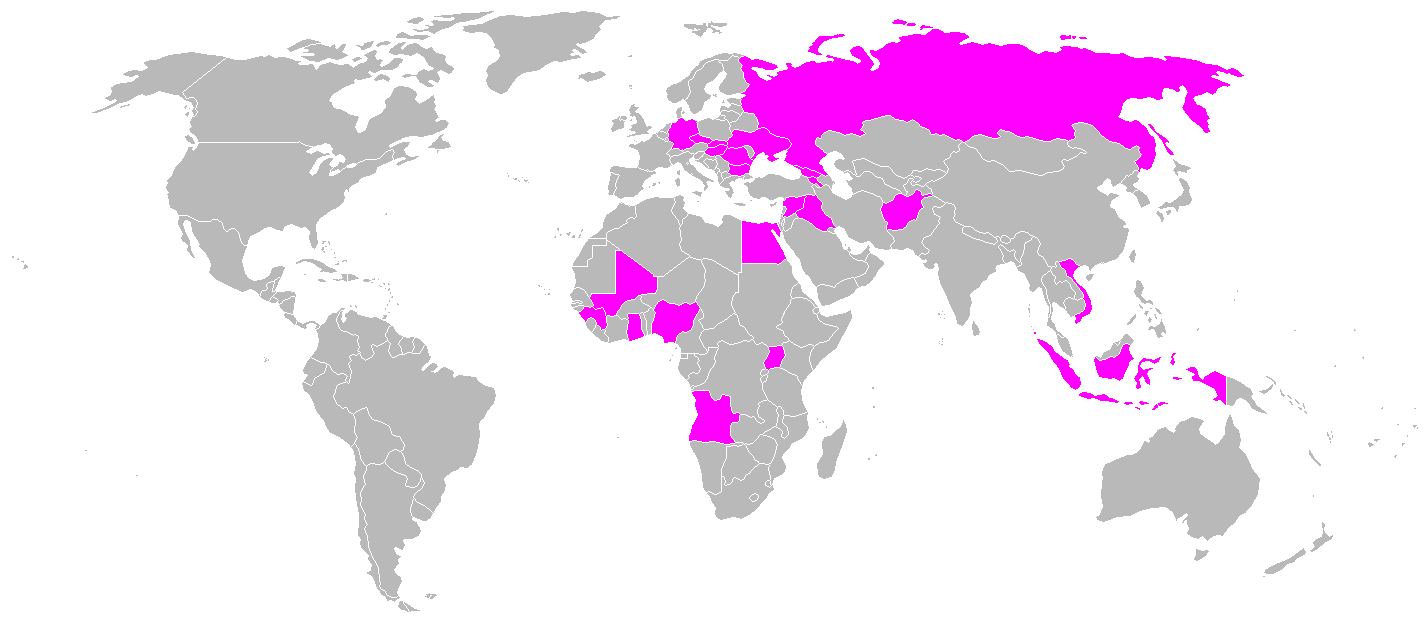
Utilizzatori del Aero L-29 nel mondo

#### Ancora in servizio

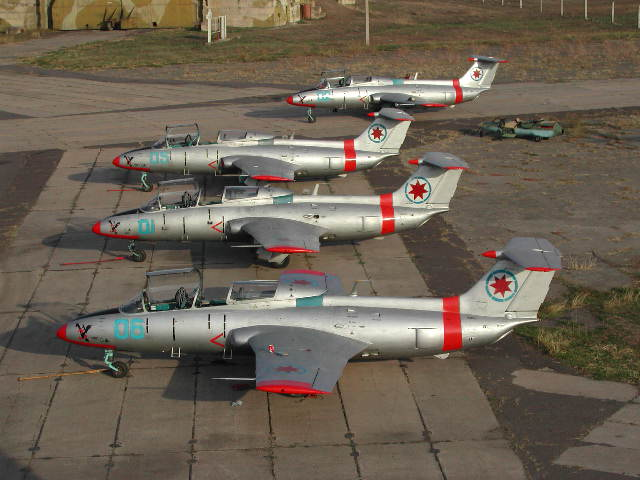
Delfin in servizio nell'Aviazione georgiana

Angola
- Força Aérea Nacional Angolana

ad agosto 2016 risultavano ancora in servizio sei esemplari.
 Georgia
- Sak'art'velos samxedro-sahaero dzalebi

8 L-29 ricevuti, 4 in servizio al luglio 2020.
 Guinea
- Force Aérienne de Guinée

al 2004 operava con un numero imprecisato di esemplari.
 Mali
- Force Aerienne de la Republique du Mali

al dicembre 2012 risultavano ancora in servizio sei esemplari.

#### Passati
Afghanistan
- Afghan Republican Air Force

 Afghanistan

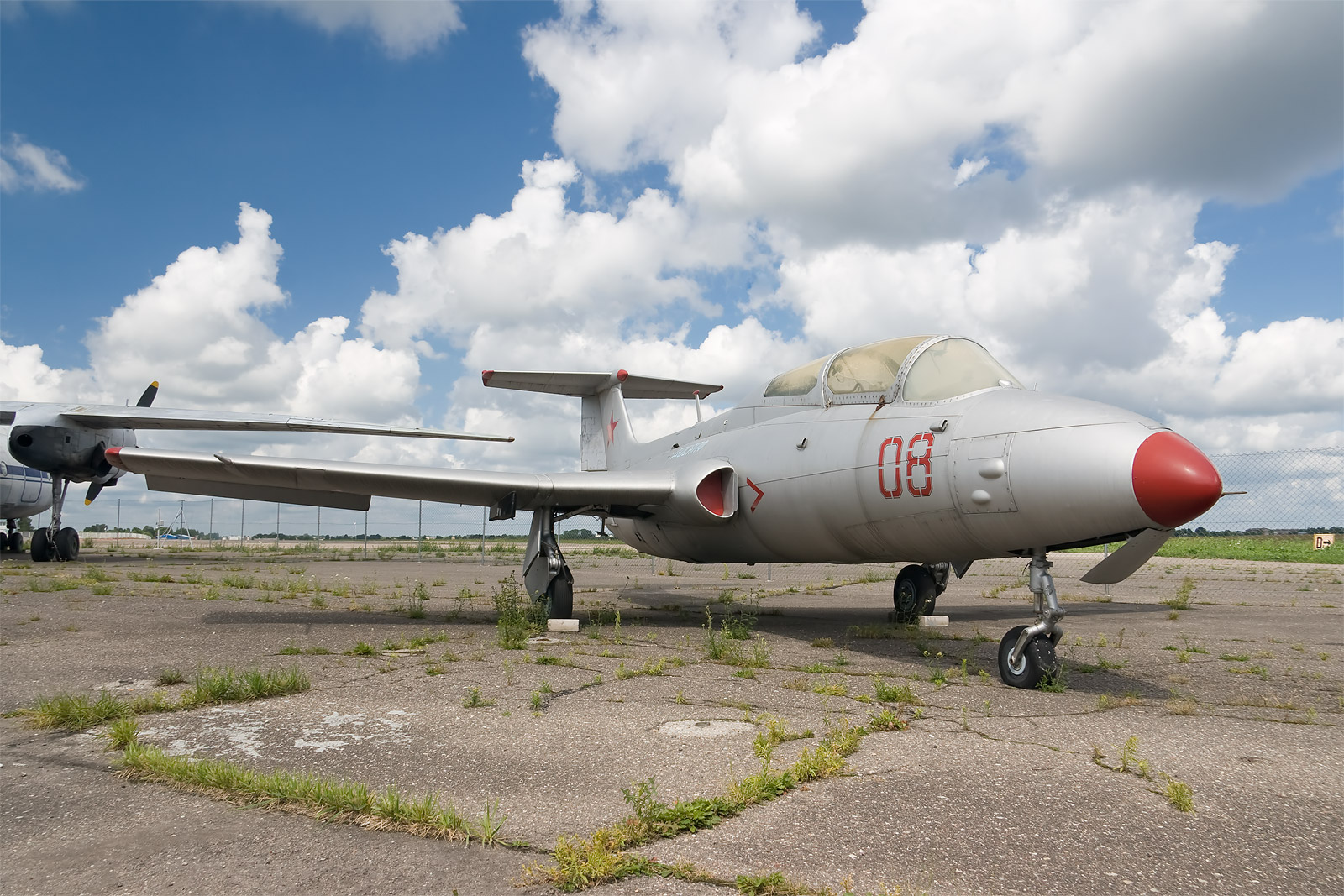
Il Delfin il livrea V-VS esposto al Lietuvos aviacijos muziejus (museo dell'aviazione lituana) presso l'aeroporto di Kaunas, Lituania

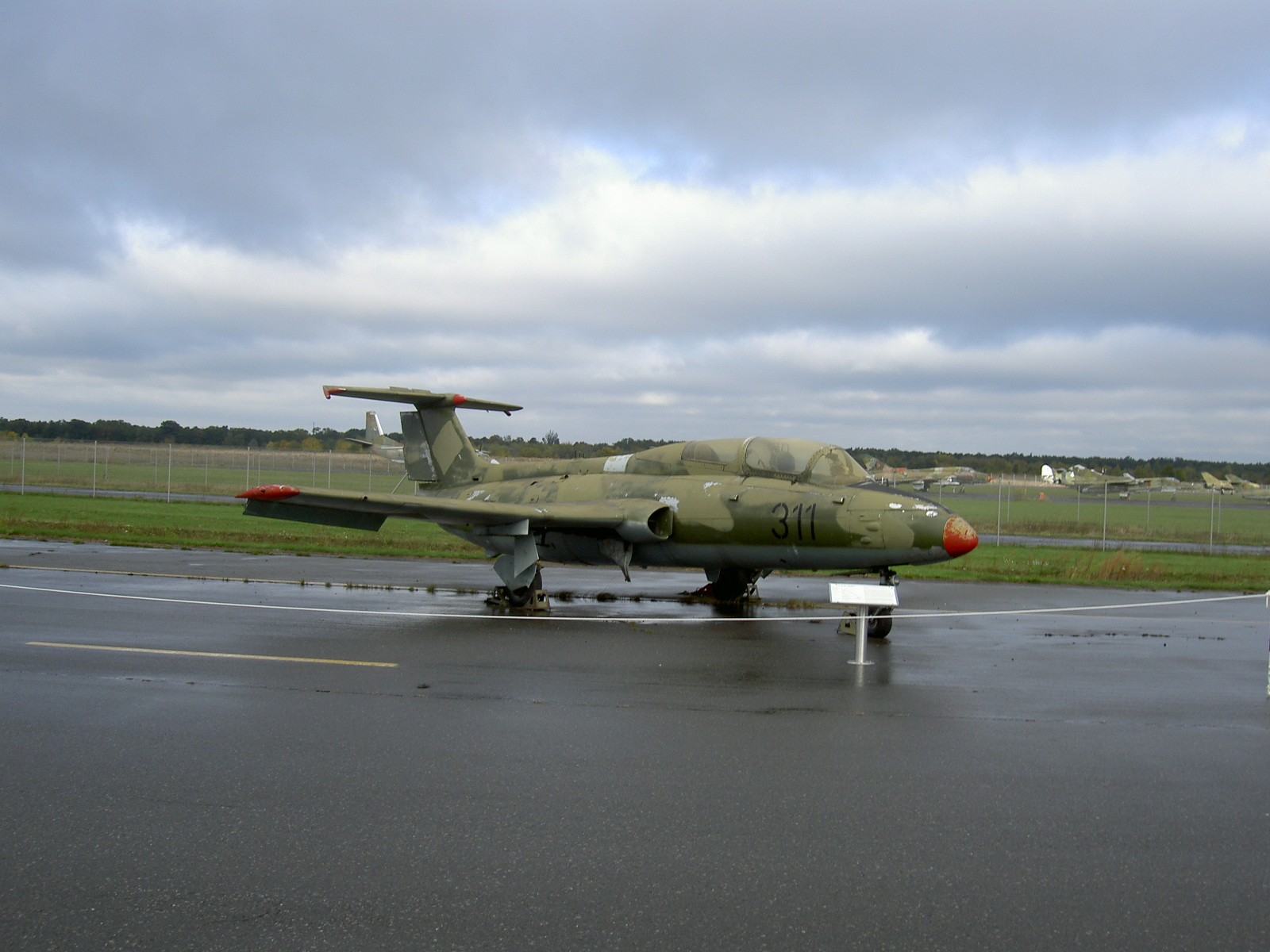
L'L-29 in livrea Luftstreitkräfte der DDR esposto al Militärhistorisches Museum Flugplatz Berlin-Gatow, Berlino

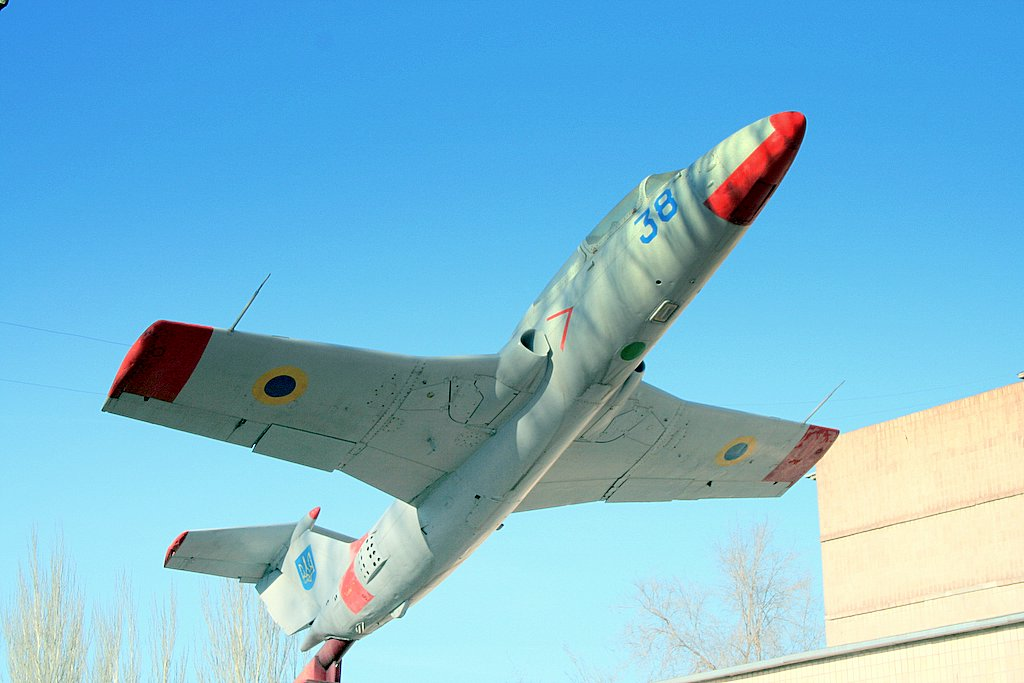
Un Delfin gate guardian già in servizio nell'Aviazione ucraina

- Air Defense Force of the Islamic State of Afghanistan

operò con 24 esemplari in servizio tra il 1978 e la fine del 1999.
 Armenia
- Hayastani R'azmao'dayin Owjher

operò con alcuni esemplari ex sovietici, tutti ritirati nel 1996.
    Bulgaria
- Protivovăzdušna Otbrana i Voennovăzdušni Sili
- Bălgarski Voennovăzdušni sili

operò con 102 esemplari, consegnati nel periodo 1963–1974, gli ultimi ritirati dal servizio nel 2002.
 Cecoslovacchia
- Češkoslovenske Vojenske Letectvo

operò con circa 400 esemplari operativi.
 Germania Est
- Luftstreitkräfte und Luftverteidigung der Deutschen Demokratischen Republik

 Egitto
- Al-Quwwat al-Jawwiyya al-Misriyya

 Ghana
- Ghana Air Force

8 L-29 consegnati, un solo esemplare in organico al settembre 2020, ma non in grado di volare.
 Indonesia
- Tentara Nasional Indonesia Angkatan Udara

 Iraq
- Al-Quwwat al-Jawwiyya al-'Iraqiyya

 Nigeria
- Nigerian Air Force

 Romania
- Forțele Aeriene Române

52 esemplari ricevuti e tutti ritirati nel 2006.
 Slovacchia
- Vzdušné sily Slovenskej republiky

 Siria
- Al-Quwwat al-Jawwiyya al-'Arabiyya al-Suriyya

 Ucraina
- Viys'kovo-Povitriani Syly Ukrayiny

 Uganda
- Ugandan Air Force

 Ungheria
- Magyar Néphadsereg légiereje
- Magyar légierő

 Unione Sovietica
- Voenno-vozdušnye sily

operò con circa 2 000 esemplari entrati in servizio
 Vietnam
- Không Quân Nhân Dân Việt Nam

### Governativi
Unione Sovietica
- DOSAAF

Oltre a questi, vi sono anche alcuni operatori civili.

## Esemplari attualmente esistenti
- L'esemplare con marche 15 è conservato al Museo dell'aviazione di Bucarest.[9]

## Velivoli comparabili
- Aermacchi MB-326
- Fouga CM 170 Magister
- PZL TS-11 Iskra
- Soko G-2 Galeb